# Shinichi Mochizuki
Shinichi Mochizuki (Tokyo, 29 maart 1969) is een Japans wiskundige, gespecialiseerd in getaltheorie. Hij is sinds 2002 professor aan het Research Institute for Mathematical Sciences van de Universiteit van Kioto.
In 1985 studeerde Mochizuki af aan de Princeton-universiteit. Na het afsluiten van zijn master in 1988 promoveerde hij onder begeleiding van Gerd Faltings.
In augustus 2012 publiceerde hij een artikel waarin hij zijn bewijs voor het ABC-vermoeden presenteert. Het bewijs wordt sindsdien gecontroleerd door andere wiskundigen.